# Agentury Evropské unie
Agentura Evropské unie je decentralizovaná organizace Evropské unie, což ji odlišuje od ostatních institucí EU. Agentury jsou zakládány k plnění konkrétních úkolů podle práva EU. Každá agentura má vlastní právní subjektivitu. Některé agentury reagují na potřebu rozvíjet vědecké nebo technické know-how v určitých oblastech, jiné spojují různé zájmové skupiny, aby usnadňovaly dialog na evropské a mezinárodní úrovni.
Existuje více než 40 agentur rozdělených do čtyř základních skupin.

## Decentralizované agentury
Decentralizované agentury se zřizují na dobu neurčitou k provádění politik EU.
- Agentura pro spolupráci energetických regulačních orgánů (ACER)
- Úřad Sdružení evropských regulačních orgánů v oblasti elektronických komunikací (Úřad BEREC)
- Odrůdový úřad Společenství (CPVO)
- Evropská agentura pro bezpečnost a ochranu zdraví při práci (EU–OSHA)
- Evropská agentura pro pohraniční a pobřežní stráž (Frontex)
- Evropská agentura pro provozní řízení rozsáhlých informačních systémů v prostoru svobody, bezpečnosti a práva („eu-LISA“)
- Evropský podpůrný úřad pro otázky azylu (EASO)
- Agentura EU pro bezpečnost letectví (EASA)
- Evropský orgán pro bankovnictví (EBA)
- Evropské středisko pro prevenci a kontrolu nemocí (ECDC)
- Evropské středisko pro rozvoj odborného vzdělávání (Cedefop)
- Evropská agentura pro chemické látky (ECHA)
- Evropská agentura pro životní prostředí (EEA)
- Evropská agentura pro kontrolu rybolovu (EFCA)
- Evropský úřad pro bezpečnost potravin (EFSA)
- Evropská nadace pro zlepšení životních a pracovních podmínek (Eurofound)
- Agentura Evropské unie pro Kosmický program (EUSPA, do května 2021 GSA)
- Evropský institut pro rovnost žen a mužů (EIGE)
- Evropský orgán pro pojišťovnictví a zaměstnanecké penzijní pojištění (EIOPA)
- Evropská agentura pro námořní bezpečnost (EMSA)
- Evropská léková agentura (EMA)
- Evropské monitorovací centrum pro drogy a drogovou závislost (EMCDDA)
- Evropská agentura pro bezpečnost sítí a informací (ENISA)
- Agentura Evropské unie pro vzdělávání a výcvik v oblasti prosazování práva (CEPOL)
- Evropský policejní úřad (Europol)
- Evropská železniční agentura (ERA)
- Evropský orgán pro cenné papíry a trhy (ESMA)
- Evropská nadace odborného vzdělávání (ETF)
- Agentura Evropské unie pro základní práva (FRA)
- Úřad Evropské unie pro duševní vlastnictví (EUIPO)
- Jednotný výbor pro řešení krizí (SRB)
- Agentura Evropské unie pro justiční spolupráci v trestních věcech (Eurojust)
- Překladatelské středisko pro instituce Evropské unie (CdT)

## Agentury společné bezpečnostní a obranné politiky
- Evropská obranná agentura (EDA)
- Ústav Evropské unie pro studium bezpečnosti (EUISS)
- Satelitní středisko Evropské unie (SatCen)

## Výkonné agentury
Výkonné agentury zřizuje Evropská komise na dobu určitou a pověřuje je řízením konkrétních úkolů souvisejících s programy EU.
- Výkonná agentura pro vzdělávání, kulturu a audiovizuální oblast
- Výkonná agentura pro malé a střední podniky (EASME)
- Výkonná agentura Evropské rady pro výzkum (ERCEA)
- Výkonná agentura pro spotřebitele, zdraví, zemědělství a potraviny (Chafea)
- Výkonná agentura pro výzkum
- Výkonná agentura pro inovace a sítě (INEA)

## Agentury EURATOM
Důvodem jejich zřízení byla koordinace cílů stanovených Smlouvou o založení Evropského společenství pro atomovou energii (EURATOM).
- EURATOM Supply Agency (ESA)
- F4E – Energie z jaderné syntézy

## Další subjekty
Mezi tyto organizace patří subjekty zřízené jako součást programů EU a partnerství veřejného a soukromého sektoru.
- Evropský inovační a technologický institut (EIT)
- Společný podnik ECSEL
- Fuel Cells and Hydrogen 2 Joint Undertaking
- Společný podnik iniciativy pro inovativní léčiva 2 (IIL 2)
- Společný podnik SESAR
- Shift2Rail Joint Undertaking
- Společný podnik Clean Sky 2
- Společný podnik BBI